# Цицианов, Иван Давидович
Князь Иван Давидович Цицианов (груз. პავლე დიმიტრის ძე ციციშვილი, 1865—1936) — русский военный деятель, генерал-майор (1917). Герой Первой мировой войны.

## Биография
В 1889 году после получения общего образования в Тифлисской гимназии, поступил в Тифлисское военное училище по окончании которого в 1892 году был произведён в подпоручики и выпущен в Самурский 83-й пехотный полк. В 1896 году произведён в поручики, в 1900 году в штабс-капитаны. В 1904 году произведён в капитаны, командир роты. 
В 1914 году произведён в подполковники, участник Первой мировой войны — командир батальона  Самурского 83-го пехотного полка. 13 мая 1916 года произведён в чин полковника. С 1917 года — командир 45-го Сибирского стрелкового полка 12-й Сибирской стрелковой дивизии. 30 июля 1917 года произведён в чин генерал-майора.

Высочайшим приказом от 26 августа 1916 года  за храбрость был награждён орденом Святого Георгия 4-й степени: 
За то, что в бою 29 сентября 1914 года, командуя батальоном, энергичным налётом захватил укреплённые деревню Вулька-Тыржинска, невзирая на убийственный огонь из пулемётов, поставленных немцами на крышах домов. Захватом деревни привлёк на себя большую часть сил противника и удержал занятую позицию, несмотря на яростные атаки превосходящего числом неприятеля, чем облегчил удар на наши главные силы и тем обеспечил общий успех. Вечером того же числа, обнаружив наступления 3-х рот германцев к дамбе с целью захвата стоявшей вблизи её батарее а далее и самих переправ на р. Висла, немедленно, с полутора ротами, бросился бегом на дамбы, предупредив германцев и жестоким ружейным огнём с близкой дистанции обратил противника в бегство, спасши тем батарею от неминуемой гибели и обеспечив от захвата важные переправы на р. Висла
Приказом по 7-й армии за №1888 от 21 ноября 1917 года за храбрость награждён Георгиевским оружием.
После Октябрьской революции жил в Тбилиси, позже жил в Москве. Скончался в 1936 году в Москве. 

## Награды
- Орден Святой Анны 3-й степени  (ВП 1906)
- Орден Святого Станислава 3-й степени (ВП 1909)
- Орден Святого Владимира 4-й степени с мечами и бантом (ВП 26.02.1915)
- Высочайшее благоволение (ВП 06.05.1916)
- Орден Святого Георгия 4-й степени (ВП 26.08.1916)
- Орден Святой Анны 2-й степени с мечами (ВП 19.11.1916)
- Георгиевское оружие (ВП 21.11.1917)